# محافظة حلب
محافظة حلب هي أعلى المحافظات السورية من حيث عدد السكان، تقع في شمال سوريا ومركزها مدينة حلب. تقسم محافظة حلب بحسب التقسيم الإداري إلى تسع مناطق. تعد حلب أهم مركز صناعي في سوريا إضافة إلى أهميتها التجارية والزراعية. وتعد مدينة حلب من أقدم وأشهر مدن العالم وهي معروفة وشهيرة منذ القدم بصناعاتها التقليدية.

## مناطق حلب
- منطقة جبل سمعان (وفيها مركز المحافظة)
- منطقة اعزاز
- منطقة الباب
- منطقة جرابلس
- منطقة السفيرة
- منطقة عفرين
- منطقة عين العرب
- منطقة منبج
- منطقة الأتارب

## الجغرافيا والسكان
تتنوع التضاريس في المحافظة بين الهضاب والسهول والجبال ففي الشمال الغربي تقع أعلى قمة في جبل بلبل وارتفاعها 1200م وتتميز المنطقة الشمالية الغربية بأنها أخصب منطقة في المحافظة كما تحتوي على العديد من الغابات وتمتد الأراضي الزراعية على مجمل أراضي المحافظة.
تحد حلب من الجنوب الشرقي البادية وسبخة الجبول الأكبر في سوريا كما يمر في محافظة حلب عدة أنهار فيدخل نهر الفرات سوريا عند جرابلس في الشمال الشرقي من المحافظة كما يخترق المحافظة من الشمال نهر الساجور ونهر قويق، وهذا الأخير قلّ منسوبه بشكل كبير بسبب السدود التركية عليه. كما يوجد نهر عفرين ويبلغ طوله 113 كم هو وروافده وقد أُقيم على النهر سد 17 نيسان وتشكلت خلفه بحيرة 17 نيسان وعرضها من2 إلى 3 كم وطولها 17 كم، كما يوجد نهر الأسود في أقصى شمال غربي حلب والتي يدخل من ميدان أكبس ويمر مسافة 22 كم مع الحدود مع لواء إسكندرون ويوجد عدد من المساقط المائية والشلالات والبحيرات والكثير من ينابيع المياه المنتشرة في مناطق ريف محافظة حلب.
يشكل العرب الغالبية العظمى من سكان حلب، ويعيش في المحافظة كرد وأرمن وشركس وغيرهم من الأقليات. ويتوزع التواجد الكردي في شمال وشمال غرب حلب حيث يشكل الأكراد غالبية السكان في منطقتي عين العرب وعفرين، وهنالك تواجد قليل للكرد في جرابلس والباب وداخل حلب في محلتي الأشرفية والشيخ مقصود.

## الصناعة في حلب
حلب معروفة ومشهورة ومنذ زمن بعيد على مستوى المدن الصناعية فقد عُرفت واشتهرت صناعاتها العريقة والمعروفة منذ القدم كصناعات النسيج وحلج القطن وصناعة صابون الغار وصناعات زيت الزيتون والصناعات الغذائية. وتشتهر محافظة حلب بأنواع كثيرة من المنتجات والصناعات التقليدية إضافة إلى الصناعات الحديثة المتطورة بكافة أنواعها.
محافظة حلب اليوم وخاصة مدينة حلب تعد أهم مدينة صناعية سورية وعربية وبها صناعات حديثة.
من الصناعات الحديثة في حلب:-
- - صناعة الأجهزة الكهربائية
  - صناعة المعدات والآلات الصناعية
  - صناعة الآلات الزراعية
  - صناعة الجرارات الزراعية
  - صناعة الحديد والصلب
  - صناعة هياكل السيارات
  - صناعة قطع الغيار
  - صناعة السيراميك
  - صناعات الملابس الجاهزة
  - صناعة الزيوت المختلفة
  - الصناعات الخشبية (أثاث وغيره)
  - صناعة البرمجيات وقطع الحاسوب
  - الصناعات التحويلية
  - الصناعات الغذائية المختلفة
  - الصناعات البلاستكية
  - صناعة السجاد
  - الصناعات والمشغولات الذهبية (الشهيرة بالحلبية)
  - صناعة المنظفات كافة الأنواع - (وصناعة صابون الغار)
  - الصناعات الكيماوية
  - صناعات الألبان
  - الصناعات الكهربائية المنزلية - برادات - غسالات - أفران غاز - ميكرويف - فريزرات - أدوات منزلية كهربائية مختلفة.
  - صناعة الكيبلات

والكثير من كافة أنواع الصناعات، والخبرات الصناعية عريقة ومتأصلة في حلب التي انطلقت بها الكثير من الصناعات والشركات منذ عدة قرون.

## تاريخ حلب

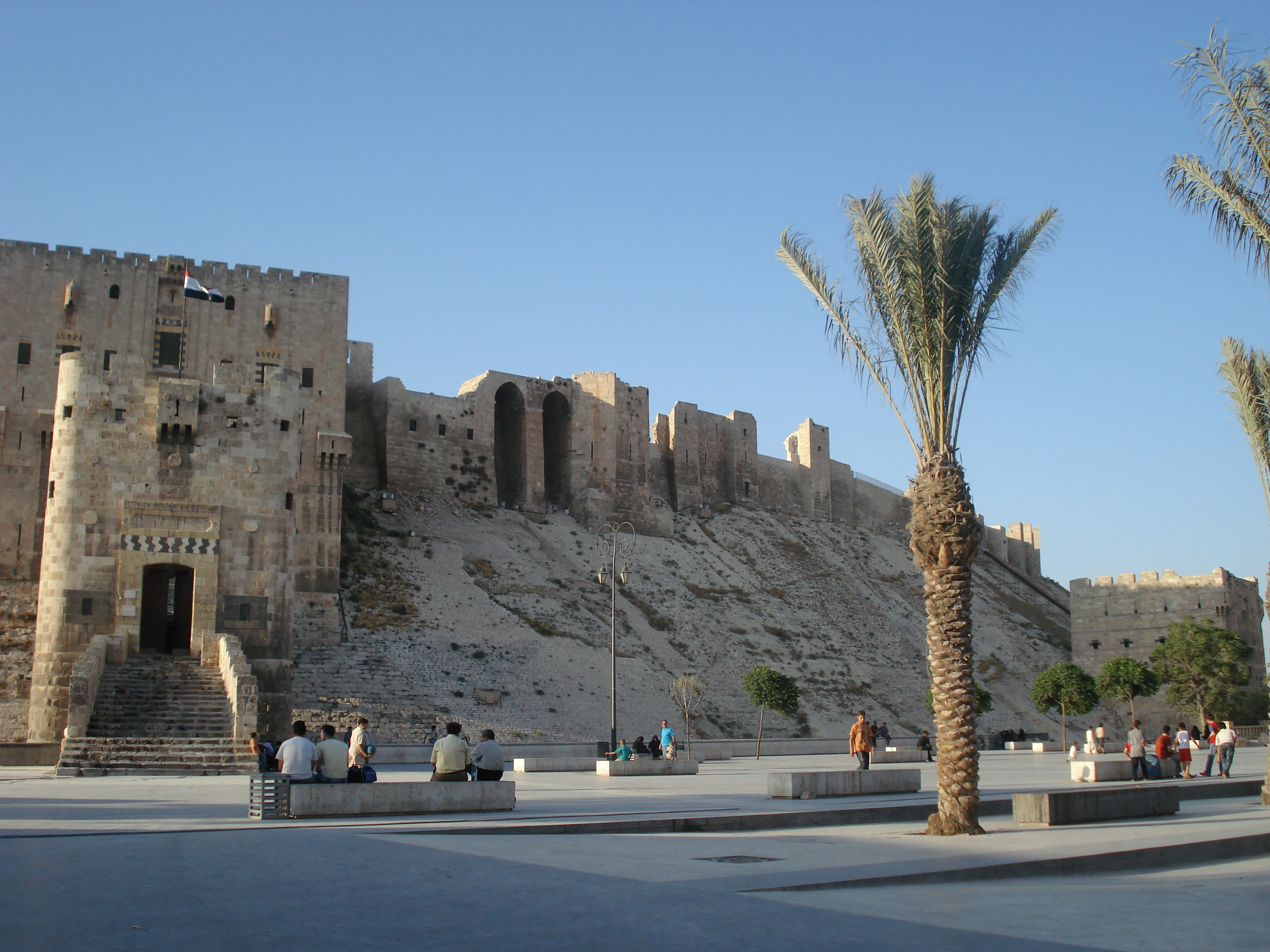
قلعة حلب في حلب

محافظة حلب من المناطق الغنية جداً بالآثار والمواقع الأثرية التي تعود لحضارات تعد من أقدم الحضارات في العالم والتي تعود في بعض المناطق إلى ثمانية آلاف عام وقد مرت على مدن ومناطق حلب حضارات مثل : الأكاديين والبابليين والآرامين والحيثين والسومريين والرومان والإغريق والبيزنطيين والعرب والمسلمين وقامت بها الكثير من الممالك والدول، وكانت مدينة حلب والتي تعد من أقدم وأوائل المدن في العالم عاصمة في أكثر من حقبة تاريخية، وتعد مدن وبلدات محافظة حلب متحف هام لأهم آثار وأحداث التاريخ منذ آلاف السنين وكانت من أهم المدن وقامت بها الحضارات وعلى امتداد أراضي محافظة حلب مئات المواقع والمدن الأثرية، وتاريخ مدينة حلب حافل بالأحداث والآثار التي تدل على عظمة وعراقة هذه المدينة كأهم مدن الشرق كما قال عنها الكثير من المؤرخين والرحالة فهي مفتاح الشرق وبوابته.
مناطق أثرية
وتشتهر محافظة حلب بمناطقها الأثرية الكثيرة المنتشرة في مدن وبلدات المحافظة ومن المواقع الأثرية في حلب:-
- - سيروس النبي هوري
  - قلعة حلب التي بناها الإسكندر المقدوني وتعد من أكبر القلاع في العالم.
  - الجامع الأموي الكبير
  - قلعة نجم
  - كهف الديدرية
  - قلعة دير سمعان
  - معبد عين دارة
  - أبواب حلب مثل باب قنسرين وباب إنطاكية وباب النصر وباب المقام وباب جنين وباب الفرج وغيرهم.
  - برج الساعة ساعة باب الفرج
  - خانات حلب مثل خان الجمرك وخان الوزير وخان البنادقة وخان الحرير وخان القاضي وخان الصابون وخان خاير بك وخان القصابين وغيرهم.
  - أسواق حلب الشرقية وتعد أطول الأسواق الأثرية المسقوفة في العالم تمتد لمسافة تزيد عن 15 كم.
  - الجسور الأثرية على نهر عفرين
  - البيمارستان الأرغوني
  - البيمارستان النوري
  - التكايا وهي كثيرة منها (تكية النسيمي) تكية بابا بيرم وتكية المخملجي وتكية المولوية وتكية أبو بكر الوفائي وتكية بيرم دده وتكية الإخلاصية الرفاعية وغيرهم
  - الكنائس يوجد في مدينة حلب وفي مدن المحافظة ومناطقها عشرات الكنائس الأثرية والهامة وتعد من أشهر الكنائس الشرقية مثل كنيسة العذراء مريم، كنيسة اللاتين، كنيسة البندرة، كنيسة الأربعين شهيد للأرمن، كنيسة سيدة الانتقال، كنيسة مار إلياس والكثير .
  - الجوامع والمدارس الأثرية وهي كثيرة جدا وتعود لجميع الفترات التاريخية نذكر منها المدرسة الشاذبختية، جامع العادلية، جامع البهرمية، مدرسة الخسروفية، المدرسة الأحمدية، مدرسة وجامع الكلتاوية، جامع الحيات، مدرسة الحلوية، المدرسة الشعبانية، جامع الرحمن، جامع الفردوس، المرسة الكاملية، المدرسة المقدمية، المدرسة الظاهرية، المدرسة السلطانية، والكثير.
  - مدن جبل الحلقة عشرات المواقع والمدن الأثرية
  - مواقع جبل سمعان - كنائس - أديرة -مباني أثرية - مواقع أثرية

من مدن محافظة حلب:
- مدينة الباب
  - مدينة منبج
  - مدينة عين عرب
  - مدينة مارع
  - مدينة اعزاز
  - مدينة جرابلس
  - مدينة عفرين
  - مدينة تل رفعت
  - مدينة السفيرة
  - مدينة دير حافر

## السياحة في حلب
حلب المدينة البديعة عاصمة الشمال السوري أحد أهم مدن الشرق على الإطلاق، تمتد محافظة حلب وتتنوع فيها التضاريس من السهول إلى الجبال ومن الأراضي الزراعية الخصبة إلى الغابات الطبيعية الرائعة ويجري في المحافظة عدة أنهار أشهرها نهر عفرين ونهر الفرات في الشرق ويوجد في محافظة حلب عدد من المصايف الرائعة حيث الطبيعة والغابات والشلالات في عدد من المناطق، ويوجد في حلب عدد من الفنادق الممتازة ومن مختلف الدرجات وتنتشر المطاعم والكازينوهات والمنتزهات بكافة المستويات، يوجد في حلب مطار دولي وهو مطار حلب الدولي الذي يرتبط برحلات مع كافة المطارات السورية وبخطوط دولية إلى العديد من مدن أوروبا والشرق الأوسط واسيا وأفريقيا، وكذلك شبكة للخطوط الحديدية التي تربط مدن المحافظة بكل مدن ومناطق سوريا وتسير رحلات لقطارات من الدرجة الممتازة في رحلات سياحية إلى اللاذقية ودمشق وحمص تتوفر فيها خدمات فندقية راقية، وكذلك بخط سكة حديد دولي مع تركيا وإلى أوروبا، وتمتد من حلب أحدث الطرق البرية والأوتوسترادات في جميع الاتجاهات.
آثار وتاريخ عريق وطبيعة ساحرة
يزور حلب أعداد كبيرة من السياح ومجموعات سياحية من الدول الأوربية مثل إيطاليا، ألمانيا، فرنسا، إسبانيا، إنجلترا وغيرها لزيارة مناطق مدينة حلب التاريخية الرائعة التي تجسّد مدن الشرق بحاراتها وأسواقها الشرقية والبازارات والمطاعم التراثية الراقية داخل حارات حلب القديمة ولزيارة المناطق والمواقع والقلاع والتلال الأثرية في أرجاء المحافظة فحلب معروفة بتاريخها العريق ففي كل ركن من المدينة آثار تعود لحقبة تاريخية من مبانيى أثرية وكنائس ومساجد ومدارس تاريخية وأسواق وآثار هي التاريخ، إضافة لشهرة حلب الغنية عن التعريف صناعاتها وجودة منتجاتها التقليدية أو الحديثة التي تنافس أفضل الصناعات العالمية..
على امتداد محافظة حلب تنتشر المواقع التي تستحق الزيارة وينابيع المياه المعدنية والكبريتية أو الشلالات والمناطق الطبيعية الجميلة في أرياف المحافظة حيث جمال وروعة الطبيعة.

## المحافظون
- أحمد اسماعيل (24 حزيران 1971 - 29 كانون الأول 1977)
- حسين بطاح (28 كانون الثاني 1978 - 15 آذار 1980)
- نهاد القاضي (15 آذار 1980 - 3 كانون الثاني 1983)
- محمد موالدي (8 كانون الثاني 1983 - 23 كانون الأول 1993)
- محمد مصطفى ميرو (26 كانون الأول 1993 - 12 آذار 2000)
- صلاح كناج (5 تشرين الأول 2000[4] - 30 آذار 2002[5])
- أسامة حامد عدي (30 آذار 2002[6] - 15 حزيران 2005)
- تامر الحجة (16 حزيران 2005[7] - 23 نيسان 2009[8][9])
- علي أحمد منصورة (23 نيسان 2009[10] - 15 آب 2011[11])
- موفق إبراهيم خلوف (15 آب 2011[12] - 16 آب 2012[13])
- محمد وحيد عقاد (16 آب 2012[14] - 22 تشرين الأول 2014[15])
- محمد مروان علبي (22 تشرين الأول 2014[16] - 7 أيلول 2016[17])
- حسين دياب (7 أيلول 2016[18] - 29 تشرين الثاني 2024[19])
- فواز هلال (17 كانون الأول 2024[20] - 21 كانون الأول 2024)
- عزام الغريب (منذ 21 كانون الأول 2024[21])

## وصلات خارجية
- موقع الاستعلام الإلكتروني للخدمات الحكومية